# Michiel van Mierevelt
Michiel Jansz. van Mierevelt (Delft, 1 mei 1566 — aldaar, 27 juni 1641) was een Hollandse schilder en een van de meest vooraanstaande portretschilders in de 17e eeuw. 

## Biografie
Hij werd geboren in Delft in 1566 als zoon van de zilver- en goudsmid Jan Michielsz van Miereveld (1528-1612). Volgens de schildersbiograaf Karel van Mander was hij op 8-jarige leeftijd in staat beter te schrijven dan menig schoolmeester. Hij was van ca. 1578 tot 1581 in de leer bij de Delftse schilders Willem Willemsz. en Augustijn. Hij leerde pas goed met verf omgaan bij Anthonie Blocklandt van Montfoort in 1583 te Utrecht. In 1587 werd hij lid van het schildersgilde in Delft. Hij was hoofdman van het gilde in 1589/1590 en in 1611/1612. Van Mierevelt is vooral bekend als portretschilder, maar hij vervaardigde ook keukenstillevens en mythologische taferelen. 
Van Mierevelt portretteerde burgemeesters en bierbrouwers, maar ook de stadhouderlijke familie. Hij schilderde in 1607 stadhouder Maurits, graaf van Nassau; de latere Prins van Oranje. In 1617 schilderde hij samen met zijn zoon Pieter De anatomische les van Willem van der Meer. In 1625 werd hij tot hofschilder benoemd door prins Frederik Hendrik van Oranje. 
Van Mierevelts bloeiperiode begon in 1607 en eindigde halverwege de jaren 30. Het begon met de opdracht die hij kreeg van het Delftse stadsbestuur voor een portret van Maurits. Hij had het zakelijke inzicht om te begrijpen dat deze opdracht veel mogelijkheden bood. Hij maakte meteen al meerdere portretten van Maurits en vroeg een octrooi aan bij de Staten-Generaal dat op 14 mei 1607 verleend werd. Hiermee kreeg hij zes jaar lang het alleenrecht op het maken van kopieën. De portretten van Maurits werden zijn handelsmerk, gaven hem bekendheid en leverden hem veel nieuwe opdrachten op. Zeker na de portretten van de andere leden van het stadhouderlijke familie, zoals Maurits' halfbroer Frederik Hendrik, diens echtgenote Amalia van Solms, Frederik Hendriks moeder Louise de Coligny en de Winterkoning en -koningin steeg zijn bekendheid in binnen- en buitenland.
De omvang van zijn oeuvre is enorm. Volgens kunsthistoricus Joachim von Sandrart (1606-1688) zou Van Mierevelt meerdere keren gemeend hebben dat hij wel tienduizend schilderijen gemaakt zou hebben Dat betekent dat er iedere week drie of vier schilderijen uit zijn atelier kwamen. Kunsthistoricus Arnold Houbraken (1660-1719) daarentegen schatte het aantal portretten op vijfduizend. Latere schrijvers hielden het op enkele duizenden. Er zijn 629 portretten overgeleverd.
Een deel van het in het atelier van Van Mierevelt vervaardigde werk werd gemaakt door zijn twee zonen, leerlingen en assistenten. Zijn stijl is tamelijk mechanisch en er is weinig evolutie gedurende zijn lange loopbaan. Tot zijn vele leerlingen behoren Hendrick Cornelisz. van Vliet, Anthonie Palamedesz. en Paulus Moreelse. Hij was ook van invloed op het werk van Jan van Ravesteyn en Daniël Mijtens (I). Hij leidde ook zijn zonen Pieter (1596-1623) en Jan (1604-1633) op, maar zij stierven jong. Zijn werk werd wijd en zijd bekend door reproducties in gravure door zijn schoonzoon Willem Jacobsz. Delff. Prominenten zoals Johan van Oldenbarnevelt, Jacob Cats, Hugo de Groot, Pieter Corneliszoon Hooft lieten zich door hem schilderen. Ook portretteerde hij verschillende Europese notabelen zonder echter zelf naar het buitenland te reizen, zoals Ambrogio Spinola, Edward Cecil en George Villiers. Hij overleed in 1641 als een rijk man.

## Signaturen
Hij signeerde tot ca. 1620 zijn schilderijen met 'M. Mierevelt', daarna meestal met 'M. Miereveld'; zijn brieven is hij zijn leven lang blijven ondertekenen met 'Mierevelt'.

## Privéleven
Hij trouwde tweemaal, in 1589 en 1632. Uit zijn eerste huwelijk kreeg hij acht kinderen, van wie er twee trouwden. Zijn eerste vrouw werd ernstig ziek en overleed in 1628. In 1629 woonde hij in De Gekroonde Neteldoeck op de Grote Markt 27. Later verhuisde hij naar Oude Delft 71. Zijn tweede huwelijk bleef kinderloos. Zijn dochter Geertgen trouwde de graveur Willem Jacobsz. Delff. Over zijn jongste zoon Jan schreef Van Mierevelt in zijn testament uit 1630: "... dagelicx hoe langer hoe meerder bevint, dan den voorschreven Jan van Mierevelt zijn sinnen niet ten vollen machtich is ende in geender manieren capabel, nut ofte bequaem omme zijne eijgene goederen selffs te regeren..." Jan stierf in 1633.

## Media

### Video
- Introductiefilm bij de tentoonstelling Van Mierevelt in Museum De Prinsenhof in Delft

### Galerij
Enkele schilderijen van Van Mierevelt:

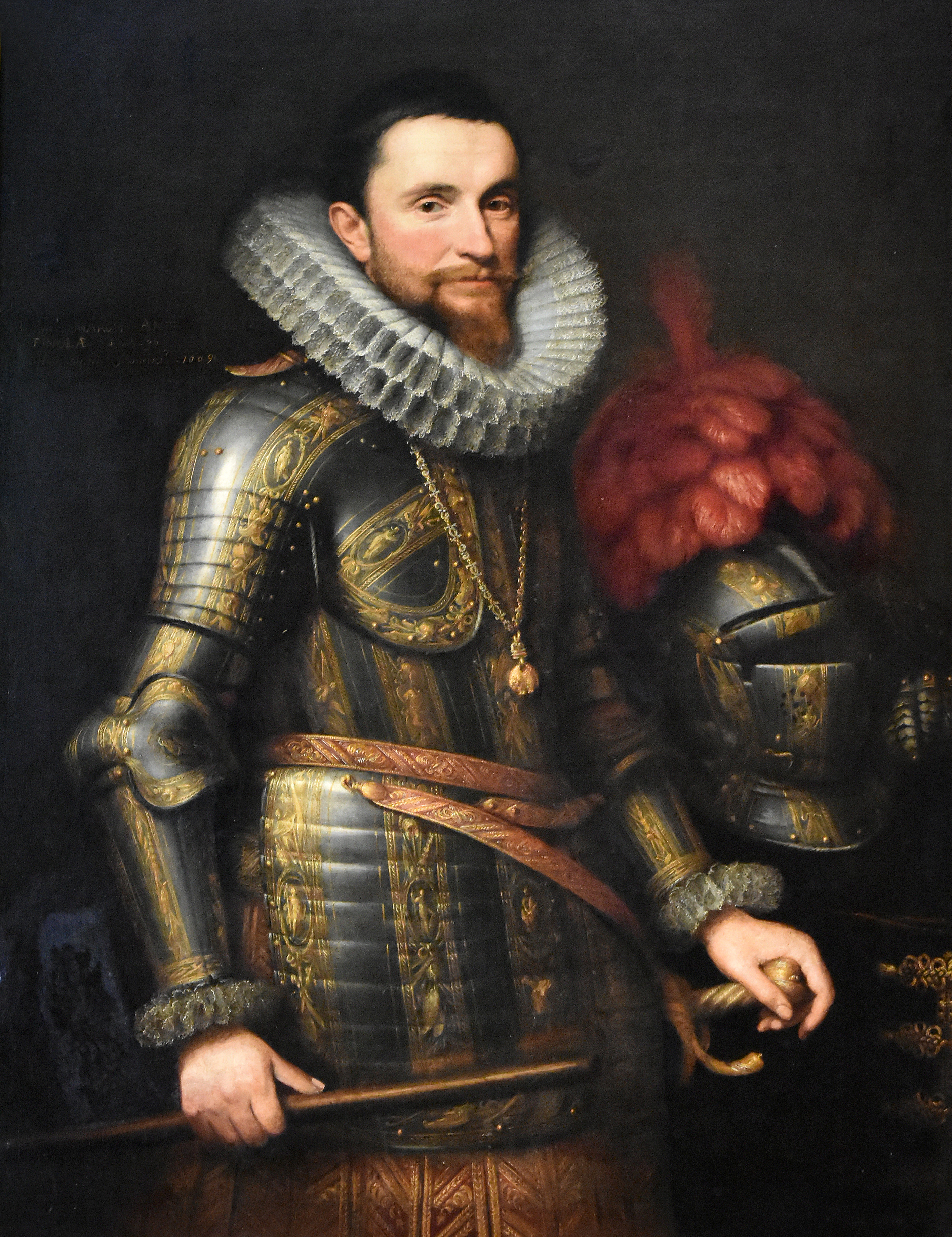
Ambrogio Spinola (1609), Noordbrabants Museum
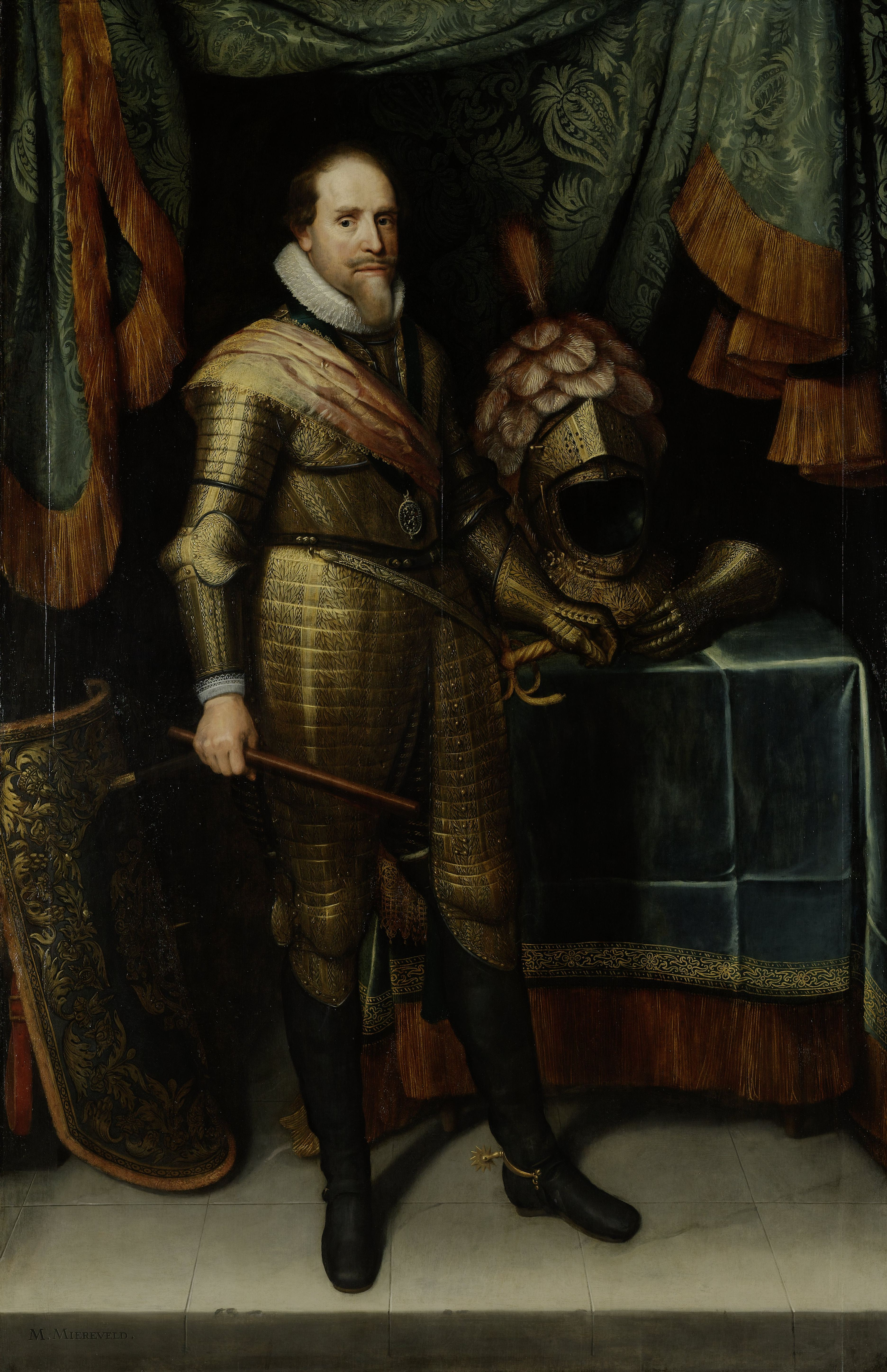
Maurits, prins van Oranje (ca.1613/20), Rijksmuseum Amsterdam
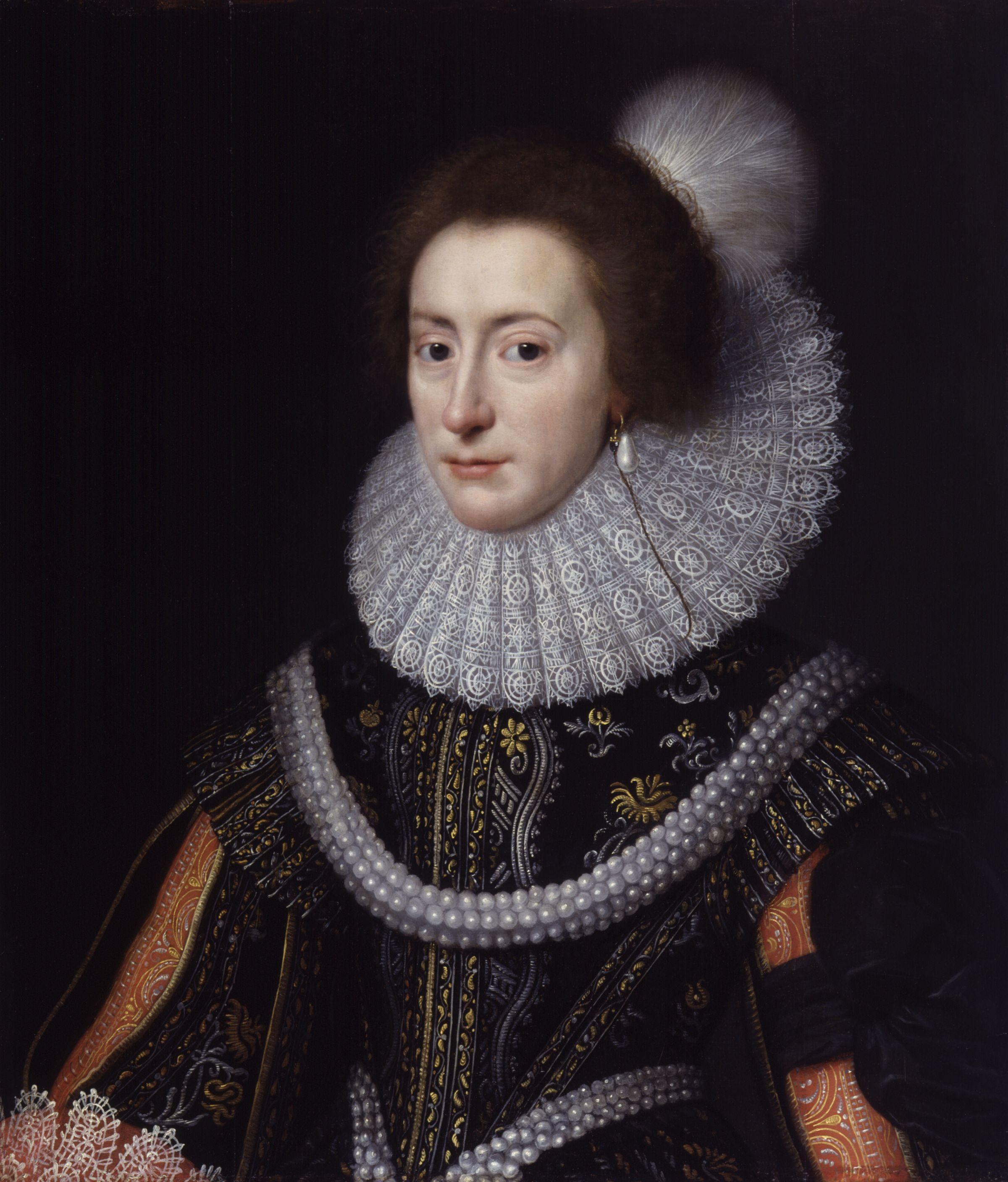
Prinses Elizabeth, koningin van Bohemen (ca.1623), National Portrait Gallery
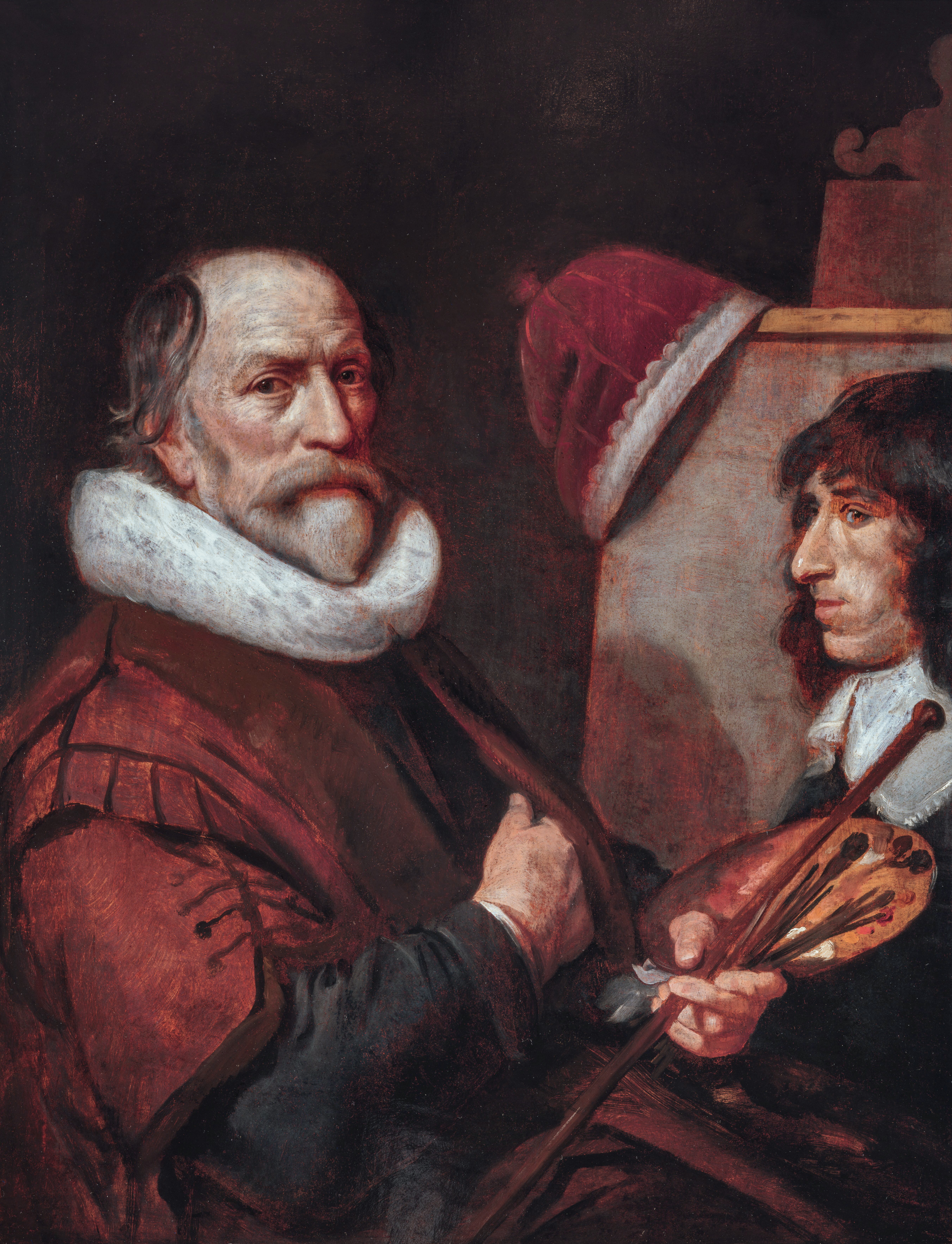
Michiel Jansz. van Mierevelt schildert zijn kleinzoon Jacob Willemsz. Delff II Zelfportret (ca.1640/41), Privécollectie
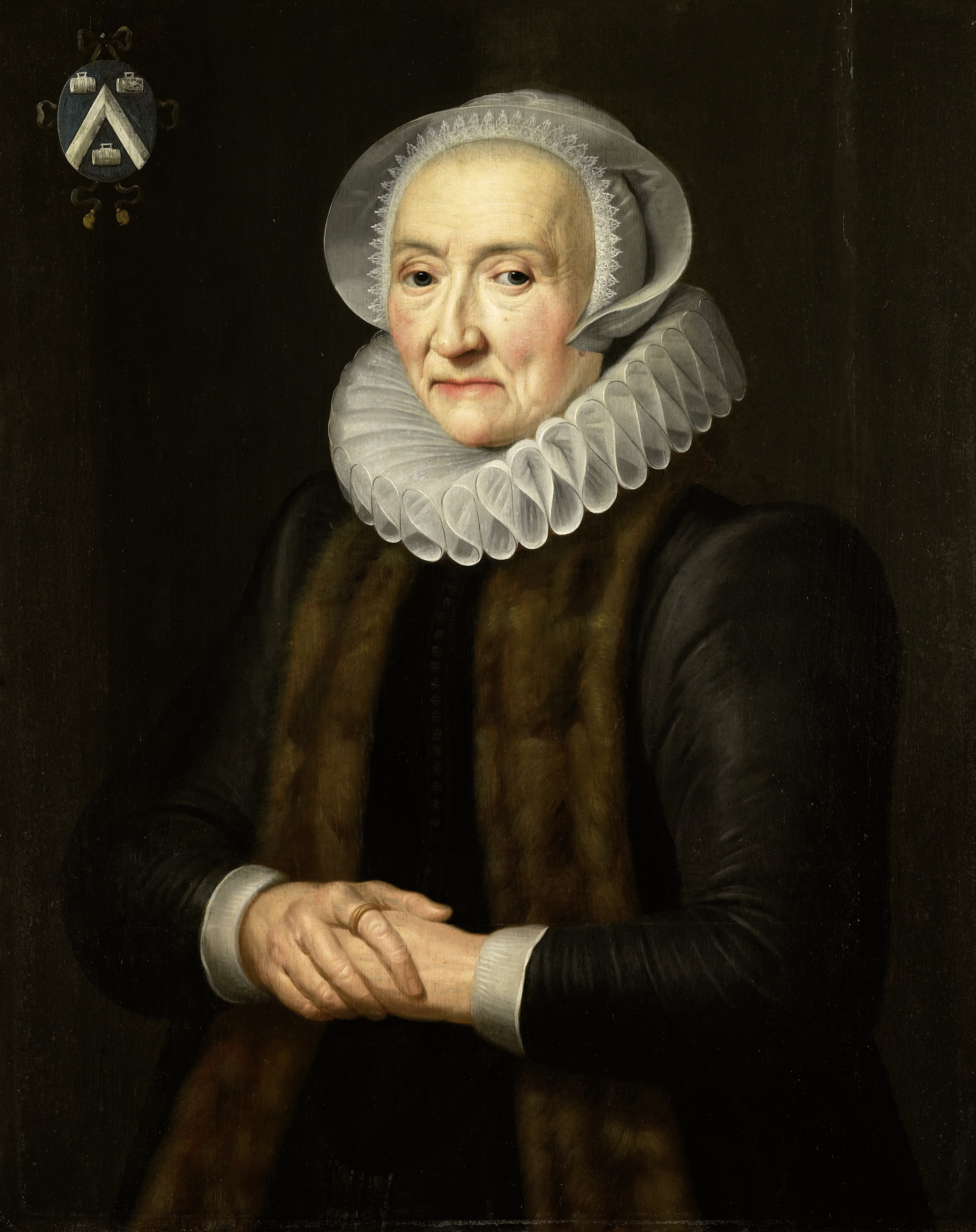
Portret van Alid van der Laen (1653), Rijksmuseum Amsterdam

- Auckland Art Gallery Toi o Tāmaki: 2404
- Biblioteca Nacional de España: XX1078884
- Bibliothèque nationale de France: cb14967627w (data)
- Biografisch Portaal: 05354868
- CiNii: DA17623336
- Gemeinsame Normdatei: 122045742
- International Standard Name Identifier: 0000 0001 1026 8025
- KulturNav: 476d3d0c-b17a-4177-b356-21f8a8b27b57
- Library of Congress Control Number: no99091021
- Nationale Bibliotheek van Tsjechië: ola2012696051
- Nederlandse Thesaurus van Auteursnamen: 097738034
- RKD-Nederlands Instituut voor Kunstgeschiedenis: 56017
- Istituto Centrale per il Catalogo Unico: BVEV108459
- Système universitaire de documentation: 059721928
- Union List of Artist Names: 500025466
- Virtual International Authority File: 51961814
- WorldCat: E39PBJvHd9y8PgWXYKwCpkRdwC